# Cassa di Risparmio delle Provincie Lombarde
La Cassa di Risparmio delle Provincie Lombarde (CARIPLO) è stata un'importante banca italiana, nata nel 1823 con il nome di Cassa di Risparmio di Milano.

## Storia
La sua sede storica era la Ca' de Sass, costruita nel 1870 in via Monte di Pietà angolo via Romagnosi dall'architetto Giuseppe Balzaretto in stile fiorentino.

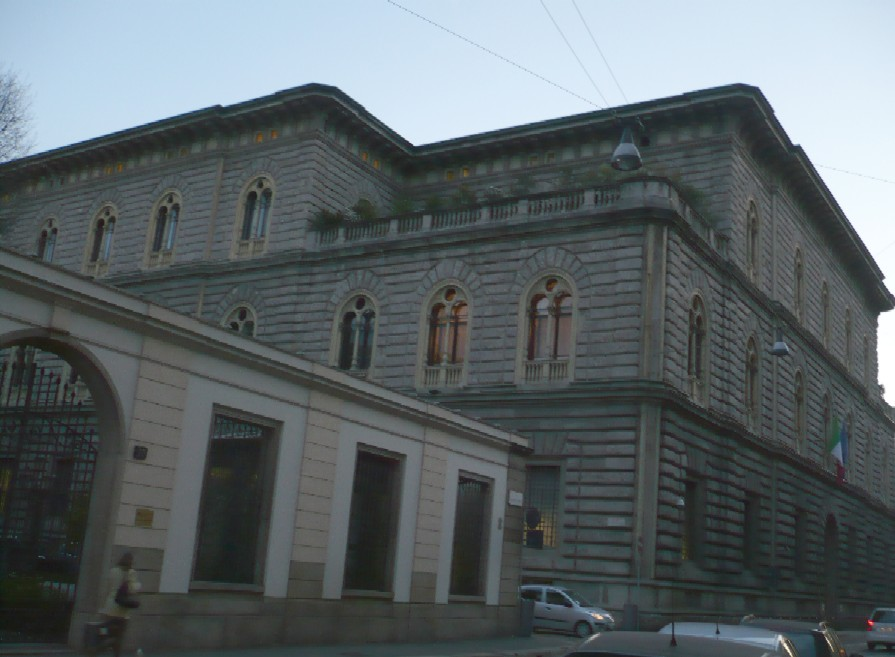
La Ca' de Sass da via Monte di Pietà

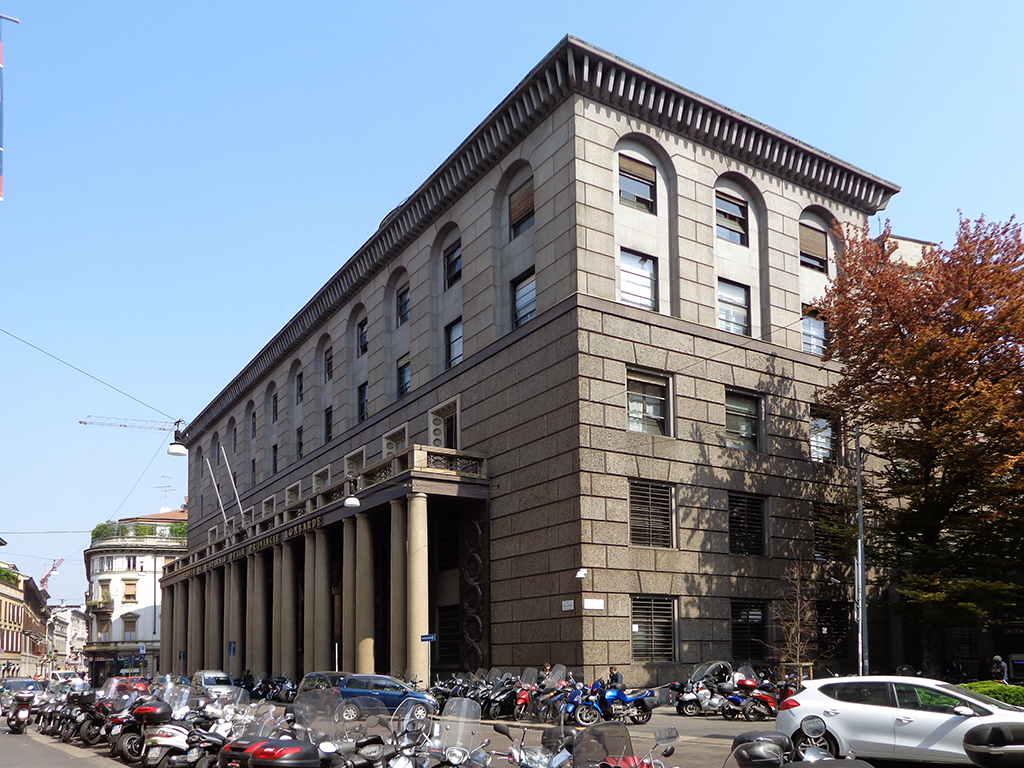
La sede Cariplo di via Giuseppe Verdi

## Il primo centenario della Cariplo
Le note successive sono tratte dal discorso ufficiale pronunciato il 23 dicembre 1923, in occasione del primo centenario
della Cassa di Risparmio, dal Gran Croce Lazzaro Donati, membro del Comitato Esecutivo della Banca in rappresentanza del
Comune di Milano dal 1911 al 1930.
«Questo Istituto sorse in tempi torbidi e di servaggio. Scrisse Francesco Cusani che nel 1816 «la fame e l'oziosità avevano fatto affluire a Milano una turba di mendicanti ai quali si provvide racchiudendoli nel Convento di S. Marco dove erano nutriti, facendo però obbligo agli abili di lavorare; sennonché, preferendo essi il vagabondaggio al lavoro imposto, si durò fatica a disciplinare quella turba riottosa».
Narra Giovanni De Castro che il patire dei poveri toccò il colmo in quella tristissima annata (1816).
Ad alleviare i gravi mali fu costituita il 5 dicembre 1816 una Commissione per dar lavoro ai poveri e provvedere alle classi indigenti della Lombardia con fondi raccolti dalla pubblica beneficenza. Detta Commissione ebbe il nome di Commissione Centrale di Beneficenza e fu composta di sette membri che qui ricordo a titolo di onore e di riconoscenza:
- Conte Diego Guicciardi
- Conte Alfonso Castiglione
- Conte Giovanni Pietro Porro
- Marchese Luigi Malaspina
- Don Giulio Ottolini
- Don Carlo Landonio
- Odorico Odorici.

Nell'anno 1823, per opera della Commissione Centrale di Beneficenza, fu fondata la Cassa di Risparmio delle Provincie Lombarde.
La Cassa fu aperta il 1º luglio 1823 e venne accolta con molto favore dal pubblico.
A garanzia dei depositanti furono assegnate L. 300.000 sul Fondo di beneficenza costituitosi nel 1817 colla sovraimposta di un centesimo per ogni scudo d'estimo fondiario sulla proprietà lombarda.
Si è fatto allora osservare che dall'istituzione di una Cassa di Risparmio sarebbero derivati vantaggi morali e materiali alle classi meno abbienti.
I depositi che nel primo anno di esercizio ammontarono a L. 258.510,94 su 769 libretti si approssimano ora a circa due miliardi e mezzo su 900.000 libretti di risparmio.
Per giovare alla proprietà fondiaria ebbero inizio nel 1º settembre 1867 le operazioni di Credito Fondiario la cui gestione si mantiene separata e distinta da quella della Cassa di Risparmio.
Per provvedere ai bisogni del Commercio Serico, data l'eccezionale importanza di questa industria, fu istituito nell'anno 1870 il Magazzino Generale delle Sete che giova anche al sicuro impiego delle nostre disponibilità mediante sovvenzioni su depositi di seta. Le operazioni di sconto cambiario, dapprima ristrette ai soli banchieri di Milano, furono estese nel 1887 al commercio ed all'industria nazionale.
Giova ricordare che l'efficace aiuto dato dalla Cassa di Risparmio, mediante sovvenzioni cambiarie, in momenti di restrizioni del credito, valse a superare, a varie industrie, gravi periodi di crisi. La Cassa ha concorso anche a sovvenzionare largamente opere di bonifica e di impianti elettrici, conscia dei grandi vantaggi che derivano da tali imprese all'incremento della ricchezza nazionale.
La difficile funzione della distribuzione del credito viene esercitata con ogni maggior cautela e col concorso di una speciale e benemerita Commissione composta di persone di riconosciuta competenza, appartenenti al ceto commerciale e industriale.
Anche al problema delle case popolari ed economiche la Cassa ha portato il suo largo aiuto, accordando agevolezze speciali ed un proprio contributo per facilitare l'estinzione dei mutui concessi.
Il nostro Istituto, fedele alle tradizioni della sua origine, porge largo aiuto ad opere di beneficenza e di pubblica utilità. Ha stanziato cospicue somme per agevolare l'assistenza Ospedaliera delle Provincie Lombarde, e per concorrere all'affrancazione degli obblighi di cura dell'Ospedale Maggiore di Milano verso i malati dei Comuni milanesi. Accorda la sua assistenza alle cure climatiche e balneari, agli inabili, sordomuti, ciechi e deficienti, nonché alle Case di ricovero. Porge pure il suo valido aiuto alle Congregazioni di Carità, ad Istituzioni e Comitati di beneficenza e per pubbliche calamità. Assiste Asili infantili, Scuole professionali, Cattedre Ambulanti, Patronati scolastici, Istituti di previdenza ed assistenza sociale e per l'Istruzione superiore. Accorda Borse di studio ed ha elargito circa 30 milioni ad Opere Pie e fondazioni speciali della Cassa di Risparmio:
- Fondo della beneficenza per sovvenzioni ai Comuni lombardi per opere di pubblica utilità;
- Fondazione Vittorio Emanuele II per borse di studio;
- Opera Pia di Soccorso per i figli dei lavoratori; Fondo Garibaldi per Asili infantili;
- Fondo Umberto Principe di Piemonte per la costruzione di Asili.

Giova ricordare che le erogazioni furono iniziate nel 1860, e da allora ad oggi ammontarono a 179 milioni.
Scoppiata la guerra, con R. Decreto del 4 agosto 1914, si limitava al cinque per cento il rimborso dei depositi a risparmio.
L'Istituto, allora presieduto da Giuseppe Marcora  non credette di applicare subito le disposizioni del Decreto, giunto mentre si erano già iniziate nel detto giorno le operazioni di Cassa, e dispose che le limitazioni dei rimborsi avessero inizio contemporaneamente il giorno successivo, sia a Milano che presso tutte le Filiali.
Devo ricordare che al 31 luglio 1914 il credito dei depositanti ammontava a 856 milioni, ma già ai primi di agosto, non appena scoppiate le ostilità, i rimborsi ebbero una forte prevalenza e nonostante le restrizioni imposte dal R. Decreto 4 agosto 1914 e da quelli successivi, raggiunsero in circa quattro mesi la somma di 104 milioni.
Il Comitato Esecutivo rivolse allora le sue cure nell'intento di abbandonare, benché ancora in vigore, il vincolo posto ai depositi a risparmio, e dopo attive pratiche per provvedere ad opportune cautele, ebbe il conforto di poter pubblicare il 12 dicembre 1914 il seguente avviso:
«Si avverte il pubblico che col giorno di martedì 15 dicembre 1914 sarà ripreso presso questo Istituto il servizio dei depositi e dei rimborsi colle norme regolamentari riportate nei libretti. Rimangono per tal modo libere dal vincolo della moratoria tutte le somme depositate sui libretti stessi».
Tale provvedimento preso, nonostante fossero prorogate al 31 marzo 1915 le limitazioni al rimborso dei depositi, valse a rialzare il prestigio di cui il nostro Istituto aveva sempre goduto e che aveva visto compromesso con l'applicazione della moratoria. Infatti, ritornata la fiducia nel pubblico, i depositi da allora ad oggi triplicarono.
Il nostro Istituto ha risposto all'appello fatto per la emissione dei prestiti di guerra, iniziato nel gennaio 1915. Il suo largo concorso fu molto apprezzato, avendo esso solo assunto a fermo e conservati integralmente nelle sue Casse i 433 milioni complessivamente sottoscritti.
La Cassa, compresa poi dei bisogni creati dalla guerra, intervenne efficacemente ad alleviarne le sofferenze. Le sue elargizioni ammontarono a ben quindici milioni che furono così ripartiti:
- Assistenza civile 	 			 L. 6.225.000
- Assistenza e premi ai Combattenti		 L. 493.200
- Assistenza agli Orfani di Guerra 		 L. 2.500.000
- Assistenza ai feriti, ai mutilati ed agli Ospedali di riserva L. 2.791.000
- Assistenza ai profughi e redenti 		 L. 2.058.000
- Totale come detto 				 L.15.067.200

Una nuova somma di due milioni venne quest'anno stanziata nella ricorrenza del Centenario per il ricovero degli orfani di guerra e L. 1.900.000 per l'assistenza alla fanciullezza abbandonata ed alla redenzione dei minorenni traviati».

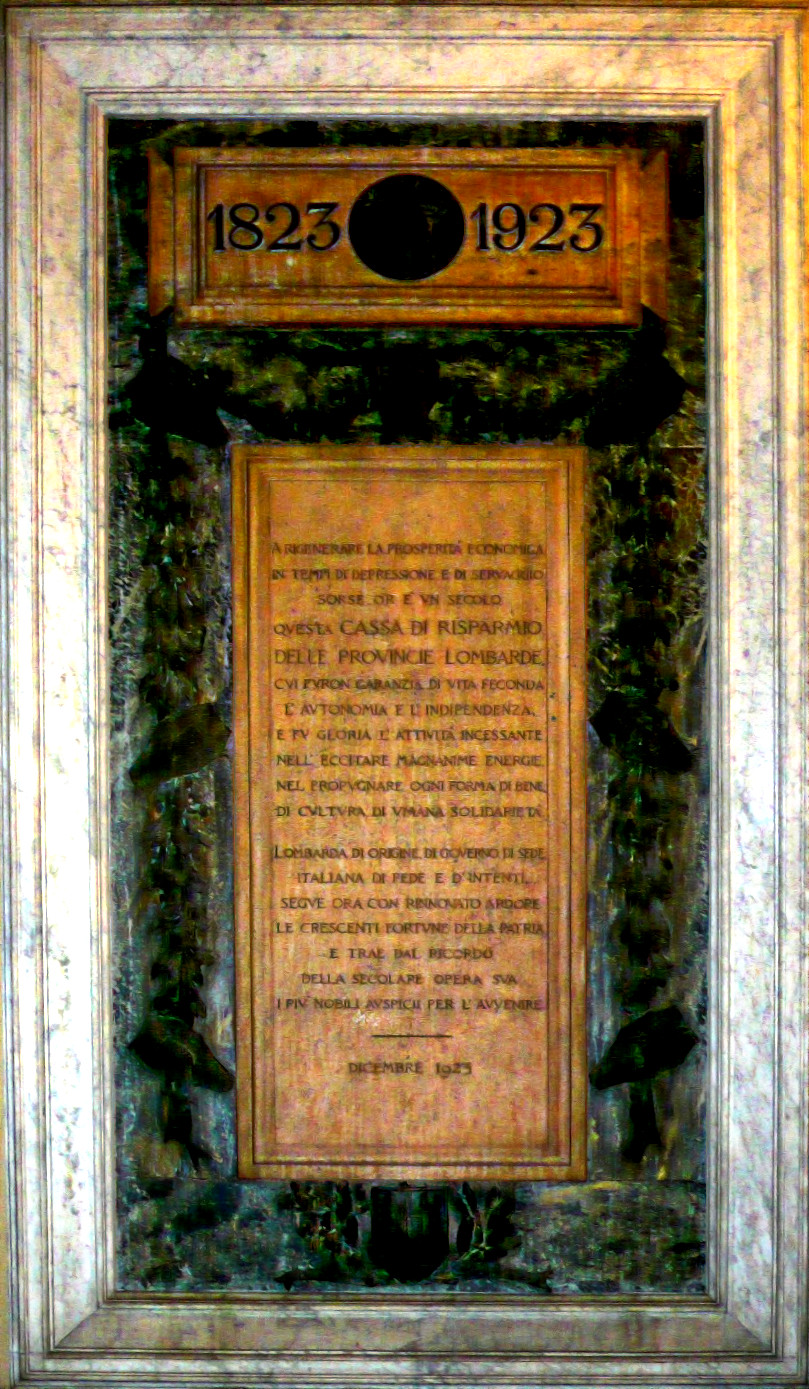
L'epigrafe nell'atrio della Ca' de Sass inaugurata da Lazzaro Donati

Cariplo è stata per anni la principale banca italiana, la prima a introdurre i libretti di risparmio al portatore ed a gestire le tesorerie per i comuni del nord Italia. Nel 1862 è stato il primo istituto di credito a introdurre in Italia il principio della ratealità nel rimborso dei debiti

## La Fondazione CARIPLO
In seguito al processo di ristrutturazione del sistema creditizio italiano dettato dalla legge n. 218 del 1990, la cosiddetta legge-delega Amato-Carli che ha portato alla nascita delle fondazioni bancarie, è nata la Fondazione Cassa di Risparmio delle Provincie Lombarde, più comunemente chiamata Fondazione Cariplo e contemporaneamente ci fu la fusione per incorporazione con l'istituto bancario italiano.
L'Ente persegue scopi di interesse pubblico e di utilità e solidarietà sociale. Nel 1997 il presidente di Fondazione Cariplo, Giuseppe Guzzetti, e il presidente di Banco Ambrosiano Veneto, Giovanni Bazoli, sottoscrivono un accordo per l'integrazione tra Cariplo e Ambroveneto che darà vita a Banca Intesa.
Dal 2007 la Ca' de Sass ospita gli uffici del presidente e dell'amministratore delegato di Intesa Sanpaolo.